# Discografia de Xuxa
A discografia de Xuxa, uma apresentadora de televisão, cantora e atriz brasileira. Ao longo de sua carreira, ela lançou trinta e oito álbuns de estúdio, treze compilações, oito álbuns em espanhol, mais de duzentos videoclipes e cento e dez singles. Xuxa ganhou notoriedade ao apresentar o programa Clube da Criança na extinta Rede Manchete, entre 1984 e 1985. Em seguida, ela lançou seus primeiros álbuns de estúdio e trilhas sonoras: Clube da Criança e Xuxa e Seus Amigos. Contudo, foi com os álbuns da coleção "Xou da Xuxa" que ela alcançou o sucesso comercial, com vendas significativas.
Seu primeiro álbum na gravadora Som Livre, Xou da Xuxa, lançado em agosto de 1986, durante o auge do Plano Cruzado, alcançou a impressionante marca de 3.000.000 cópias vendidas. Esse feito superou todos os discos lançados no Brasil naquele ano, desde o "fenômeno" RPM com Rádio Pirata ao Vivo até o rei Roberto Carlos, fazendo de Xuxa a maior vendedora de discos do país. Seu terceiro trabalho musical, Xegundo Xou da Xuxa, lançado em 1987, vendeu mais de 3.200.000 cópias, superando as vendas do álbum anterior. Em 1988, Xuxa alcançou números de vendas impressionantes, tornando-se a artista brasileira com maior sucesso em vendas. Seu quarto álbum de estúdio, Xou da Xuxa 3, lançado em 11 de julho daquele ano, consolidou-se como o disco mais vendido do mercado latino-americano na época, com 5.000.000 de cópias comercializadas. Uma das músicas infantis mais icônicas do Brasil, "Ilariê", faz parte desse álbum; sua versão em espanhol alcançou a 11ª posição na Billboard Latin Songs em 1989.
Seu primeiro trabalho internacional foi com o álbum Xuxa, lançado no final de 1989 em toda a América Latina e posteriormente em países como Estados Unidos, Espanha e Portugal. O disco vendeu 5,2 milhões de cópias e alcançou a 4ª posição na Billboard Latin Pop Albums. Com Xuxa 2, a cantora obteve três singles no Hot Latin Songs: "Loquita Por Tí", "Luna de Cristal" e "Chindolele", sendo a última a mais bem posicionada, alcançando a 10ª posição e permanecendo por 14 semanas consecutivas nas paradas. Em 1992, com o single "Sensación de Vivir", do álbum Xuxa 3, a cantora estreou em primeiro lugar no TOP 10 das canções mais tocadas da Espanha. Na América Latina, a música "Que Cosa Buena", também do mesmo álbum, posicionou-se em 30º lugar na Billboard Hot Latin Tracks. Xuxa também gravou músicas em inglês para o álbum Talk to Me, embora as faixas nunca tenham sido lançadas oficialmente, exceto pela versão em inglês de "Ilariê", intitulada "Ylarie", além de "Do Say" (versão de "Doce Mel"), "Talk To Me" e "Whole America" (versão de "América Geral"), todas disponibilizadas pela Xuxa Produções.
No ano 2000, a série Xuxa só para Baixinhos transformou-se em um marco no mercado infantil brasileiro. Com treze edições, além de três DVDs registrando shows e quatro opções de boxes com coleções, o projeto ocupou um lugar de destaque nas listas de DVDs mais vendidos do país, acumulando vendas de nove milhões de cópias. Idealizadora e produtora do projeto, Xuxa foi pioneira ao lançar o primeiro "XSPB". A iniciativa foi um grande sucesso, resultando em lançamentos anuais com temáticas variadas e participações especiais de renomados artistas da música nacional. O reconhecimento do público veio acompanhado de aplausos da crítica, e Xuxa foi indicada ao Grammy Latino de Melhor Álbum Infantil seis vezes, levando para casa duas estatuetas. Em maio de 2009, Xuxa deixou a Som Livre e assinou um contrato com a Sony Music, já que a gravadora não estava mais disposta a custear o "XSPB" da forma como ela esperava. Pela Sony, Xuxa lançou os volumes 9, 10, 11 e 12 da série "XSPB". Foi também pela Sony que Xuxa lançou seus primeiros trabalhos no formato Blu-ray, o que posteriormente foi seguido pela Som Livre em algumas edições. O álbum XSPB 11, lançado em 2011, foi seu primeiro DVD com tecnologia 3D, custando US$ 1 milhão, o que o tornou o álbum mais caro da história da gravadora até aquele momento. Seu último trabalho pela Sony foi a décima segunda edição da série "Só Para Baixinhos", intitulada É Pra Dançar, lançada em junho de 2013. Após cinco anos, e com o fim do contrato com a Sony, Xuxa retornou à Som Livre para uma nova parceria.
Durante seus mais de trinta anos de carreira, Xuxa conquistou 224 discos de ouro, 82 de platina, 39 de platina duplos, 20 de platina triplos, 12 discos de diamante, 9 discos de diamante duplo e 2 de diamante triplo. Embora informações de vendas de alguns veículos de imprensa informem que ela vendeu 30 milhões, 50 milhões, ou até mesmo 60 milhões de álbuns, em 2025, a artista recebeu um prêmio da gravadora Som Livre por vender 28 milhões de cópias e mais de 10 bilhões de streamings durante toda a sua carreira, dessa forma, ela se tornou um dos artistas recordistas em vendas de discos no mundo. Além disso, a artista atraiu mais de 37 milhões de pessoas para os cinemas brasileiros, além de ser capa de quase 3 mil revistas. Eleita por dois anos consecutivos — 1991 e 1992 — pela revista Forbes como uma das personalidades mais bem pagas do ano, foi a primeira latino-americana a figurar na lista, sendo apontada pela revista Veja como a artista mais rica do Brasil em 2002. Xuxa entrou quatro vezes na lista dos discos mais vendidos do Brasil de todos os tempos, ocupando as posições 2, 5, 6 e 8 do ranking. Além disso, está entre as "50 mulheres que mais venderam discos na história da música" e é reconhecida como a artista brasileira que mais vendeu álbuns no exterior, bem como a que mais vendeu pela gravadora Som Livre.

## Álbuns

### Álbuns de estúdio
| Título                                      | Informações                                                                                                   | Posição       | Posição             | Posição       | Vendas                                                                       | Certificações |
| Título                                      | Informações                                                                                                   | BRA (Semanal) | BRA (Nopem) (Anual) | EUA Latin Pop | Vendas                                                                       | Certificações |
| ------------------------------------------- | --- | ------------- | ------------------- | ------------- | ---------------------------------------------------------------------------- | --- |
| Xuxa e Seus Amigos                          | - Lançamento: novembro de 1985 - Gravadora: PolyGram - Formato: LP e cassete                                  | —             | —                   | —             | - : 500.000                                                                  | |
| Xou da Xuxa                                 | - Lançamento: 6 de agosto de 1986 - Gravadora: Som Livre - Formato: LP, cassete e CD                          | 1             | 45                  | —             | - : 3.000.000                                                                | - : 2x Diamante |
| Xegundo Xou da Xuxa                         | - Lançamento: 23 de junho de 1987 - Gravadora: Som Livre - Formato: LP, cassete e CD                          | 1             | 2                   | —             | - : 3.200.000                                                                | - : 2x Diamante |
| Xou da Xuxa 3                               | - Lançamento: 11 de julho de 1988 - Gravadora: Som Livre - Formato: LP, cassete e CD                          | 1             | 15                  | —             | - : 5.000.000                                                                | - : 3x Diamante |
| 4.º Xou da Xuxa                             | - Lançamento: 11 de julho de 1989 - Gravadora: Som Livre - Formato: LP, cassete e CD                          | 1             | 14                  | —             | - : 3.000.000                                                                | - : 2x Diamante |
| Xuxa                                        | - Lançamento: 18 de novembro 1989 - Gravadora: BMG, RCA, Som Livre, Globo Records - Formato: LP, cassete e CD | —             | —                   | 4             | - : 5,200,000 - : 130.437 - : 350.000 - : 250.000 - *: 1.000.000 - : 200.000 | - : Ouro - : 5x Platina - : 8x Platina - : 2x Platina - : Ouro - : Ouro - : Ouro - : Ouro - : Ouro - : Ouro - : Ouro - : Ouro - : Ouro - : Ouro |
| Xuxa 5                                      | - Lançamento: 1° de agosto de 1990 - Gravadora: Som Livre - Formato: LP, cassete e CD                         | 1             | 5                   | —             | - : 1.800.000                                                                | - : Diamante |
| Xuxa 2                                      | - Lançamento: 25 de abril de 1991 - Gravadora: BMG, RCA, Globo Records - Formato: LP, cassete e CD            | —             | —                   | 7             | - 2.500.000 - : 350.000 - : 600.000                                          | - : 7x Platina |
| Xou da Xuxa Seis                            | - Lançamento: 12 de setembro de 1991 - Gravadora: Som Livre - Formato: LP, cassete e CD                       | 1             | 16                  | —             | - : 1.500.000                                                                | - : 3x Platina |
| Xuxa 3                                      | - Lançamento: setembro de 1992 - Gravadora: BMG, RCA, Globo Records - Formato: LP, cassete e CD               | —             | —                   | —             | - : 400.000                                                                  | |
| Xou da Xuxa Sete                            | - Lançamento: 2 de outubro de 1992 - Gravadora: Som Livre - Formato: LP, cassete e CD                         | 1             | —                   | —             | - : 640.559                                                                  | - : 2x Platina |
| Xuxa                                        | - Lançamento: julho de 1993 - Gravadora: Som Livre - Formato: LP, cassete e CD                                | —             | —                   | —             | - : 176.830                                                                  | - : Ouro |
| Sexto Sentido                               | - Lançamento: 23 de agosto de 1994 - Gravadora: Som Livre - Formato: LP, cassete e CD                         | 1             | 46                  | —             | - : 1.500.000                                                                | - : Diamante |
| El Pequeño Mundo                            | - Lançamento: outubro de 1994 - Gravadora: PolyGram - Formato: LP, cassete e CD                               | —             | —                   | —             | - : 120.000 - : 400,000                                                      | - : 2× Platina |
| Luz no Meu Caminho                          | - Lançamento: outubro de 1995 - Gravadora: Som Livre - Formato: LP, cassete e CD                              | 4             | 14                  | —             | - : 1.200.000                                                                | - : Platina |
| Tô de Bem com a Vida                        | - Lançamento: 5 de outubro de 1996 - Gravadora: Som Livre - Formato: LP, cassete e CD                         | —             | —                   | —             | - : 700.000                                                                  | - : Platina |
| Xuxa Dance                                  | - Lançamento: dezembro de 1996 - Gravadora: PolyGram - Formato: CD e cassete                                  | —             | —                   | —             | - : 120.000                                                                  | - : 2× Platina |
| Arraiá da Xuxa                              | - Lançamento: 16 de junho de 1997 - Gravadora: Som Livre - Formato: Cassete, CD                               | —             | 27                  | —             | - : 250.000                                                                  | - : Ouro |
| Boas Notícias                               | - Lançamento: setembro de 1997 - Gravadora: Som Livre - Formato: CD, cassete                                  | 15            | —                   | —             | - : 600.000                                                                  | - : Platina |
| Só Faltava Você                             | - Lançamento: setembro de 1998 - Gravadora: Som Livre - Formato: CD                                           | —             | —                   | —             | - : 100.000                                                                  | - : Ouro |
| El Mundo Es de los Dos                      | - Lançamento: 1999 - Gravadora: Universal Music - Formato: CD e cassete                                       | —             | —                   | —             | - : 60.000                                                                   | - : Platina |
| Xuxa 2000                                   | - Lançamento: 11 de outubro de 1999 - Gravadora: Som Livre - Formato: CD                                      | —             | —                   | —             | - : 100.000                                                                  | - : Ouro |
| Xuxa Só para Baixinhos                      | - Lançamento: 5 de outubro de 2000 - Gravadora: Som Livre - Formato: CD, VHS e DVD                            | —             | —                   | —             | - : 1.700.000                                                                | - : 2x Platina - : 2x Ouro (DVD) |
| Xuxa Só para Baixinhos 2                    | - Lançamento: 5 de setembro de 2001 - Gravadora: Som Livre - Formato: CD, VHS e DVD                           | —             | 2                   | —             | - : 2.200.000                                                                | - : 3× Platina - : Ouro (DVD) |
| Xuxa só para Baixinhos 3                    | - Lançamento: 31 de agosto de 2002 - Gravadora: Som Livre - Formato: CD, VHS e DVD                            | —             | 1                   | —             | - : 1.600.000                                                                | - : 2x Platina - : 2x Platina(kit) |
| Xuxa só para Baixinhos 4 - Praia            | - Lançamento: 25 de julho de 2003 - Gravadora: Som Livre - Formato: CD, VHS e DVD                             | —             | 3                   | —             | - : 1.700.000                                                                | - : Platina |
| Circo                                       | - Lançamento: 26 de setembro de 2004 - Gravadora: Som Livre - Formato: CD, VHS e DVD                          | —             | 5                   | —             | - : 1.125.000                                                                | - : 2x Platina - : Diamante (DVD) |
| Xuxa Solamente para Bajitos                 | - Lançamento: 12 de fevereiro de 2005 - Gravadora: Sony Music - Formato: CD, VHS e DVD                        | —             | —                   | —             | - : 200.000                                                                  | - : Platina |
| Xuxa Festa                                  | - Lançamento: 12 de setembro de 2005 - Gravadora: Som Livre - Formato: CD, VHS e DVD                          | —             | 3                   | —             | - : 1.000.000                                                                | - : Ouro - : Diamante (DVD) |
| Xuxa Só para Baixinhos 7                    | - Lançamento: 7 de julho de 2007 - Gravadora: Som Livre - Formato: CD, DVD e Blu-ray                          | —             | 8                   | —             | - : 500.000                                                                  | - : Ouro - : Platina (DVD) |
| XSPB 8                                      | - Lançamento: 13 de setembro de 2008 - Gravadora: Som Livre - Formato: CD, DVD e Blu-ray                      | —             | 7                   | —             | - : 1.125.000                                                                | - : 2x Platina |
| Natal Mágico                                | - Lançamento: 5 de outubro de 2009 - Gravadora: Sony Music - Formato: CD, DVD e Blu-ray                       | 10            | —                   | —             | - : 130.000                                                                  | - : Platina (DVD) |
| XSPB 10: Baixinhos, Bichinhos e +           | - Lançamento: 29 de agosto de 2010 - Gravadora: Sony Music - Formato: CD, DVD e Blu-ray                       | —             | 4                   | —             | - : 400.000                                                                  | - : Ouro - : 3× Platina (DVD) |
| XSPB 11                                     | - Lançamento: 18 de setembro de 2011 - Gravadora: Sony Music - Formato: CD, DVD e Blu-ray                     | —             | 9                   | —             | - : 250.000                                                                  | - : 3× Platina (DVD) |
| Xuxa Só para Baixinhos 12: É pra Dançar     | - Lançamento: 29 de junho 2013 - Gravadora: Sony Music - Formato: CD, DVD e Blu-ray                           | —             | 9                   | —             | - : 100.000                                                                  | - : Platina (DVD) |
| ABC do XSPB                                 | - Lançamento: 16 de dezembro de 2016 - Gravadora: Som Livre - Formato: CD e DVD                               | 1             | —                   | —             |                                                                              | |
| Raridades X                                 | - Lançamento: 24 de setembro de 2024 - Gravadora: Som Livre - Formato: Download digital, streaming            | —             | —                   | —             |                                                                              | |
| Raridades de Natal                          | - Lançamento: 6 de dezembro de 2024 - Gravadora: Som Livre - Formato: Download digital, streaming             | —             | —                   | —             |                                                                              | |
| Xuxa Só para Baixinhos 14 (XSPB 14) - Cores | - Lançamento: 27 de março de 2025 - Gravadora: Som Livre - Formato: Download digital, streaming               | —             | —                   | —             |                                                                              | |

### Compilações
| Título                 | Informações                                                                               | Posição     | Posição       | Vendas        | Certificações  |
| Título                 | Informações                                                                               | BRA (Anual) | EUA Latin Pop | Vendas        | Certificações  |
| ---------------------- | ----------------------------------------------------------------------------------------- | ----------- | ------------- | ------------- | -------------- |
| Karaokê da Xuxa        | - Lançamento: 1987 - Gravadora: Globo Discos - Formato: LP, cassete e CD                  | —           | —             | - : 1.500.000 |                |
| Carnaval dos Baixinhos | - Lançamento: 1988 - Gravadora: RGE, Xuxa Discos - Formato: LP, cassete e CD              | —           | —             | - : 300.000   |                |
| Paradão dos Baixinhos  | - Lançamento: 1989 - Gravadora: RGE, Xuxa Discos - Formato: LP, cassete e CD              | —           | —             |               |                |
| Lambaixinhos           | - Lançamento: 1990 - Gravadora: RGE, Xuxa Discos - Formato: LP, cassete                   | —           | —             |               |                |
| Baby Mania             | - Lançamento: 1992 - Gravadora: RGE, Xuxa Discos - Formato: LP, cassete e CD              | —           | —             |               |                |
| Todos Sus Éxitos       | - Lançamento: 1993 - Gravadora: BMG, Som Livre, Globo Records - Formato: LP, Cassete e CD | —           | —             | - : 200.000   | - : 2× Platina |
| Xuxa 10 Anos           | - Lançamento: Junho de 1996 - Gravadora: Som Livre - Formato: LP, cassete e CD            | —           | —             |               | - : Platina    |
| Xuxa Hits Vol. 1       | - Lançamento: 1997 - Gravadora: Som Livre - Formato: CD                                   | —           | —             |               |                |
| Xuxa Hits Vol. 2       | - Lançamento: 1997 - Gravadora: Som Livre - Formato: CD                                   | —           | —             |               |                |
| Xuxa Pérolas           | - Lançamento: 2000 - Gravadora: Som Livre - Formato: CD                                   | —           | —             |               |                |
| Coleção Xou da Xuxa    | - Lançamento: Junho de 2013 - Gravadora: Som Livre - Formato: CD                          | —           | —             |               |                |

### Trilhas sonoras
| Título                                      | Informações                                                                     | Vendas      | Certificações |
| ------------------------------------------- | ------------------------------------------------------------------------------- | ----------- | ------------- |
| Super Xuxa Contra Baixo Astral              | - Lançamento: 1989 - Gravadora: Som Livre - Formato: LP, cassete e CD           | - : 106.041 |               |
| Lua de Cristal                              | - Lançamento: 1990 - Gravadora: Som Livre - Formato: Sem Lançamento (Cancelado) |             |               |
| Sonho de Verão                              | - Lançamento: 1990 - Gravadora: Som Livre - Formato: LP, cassete e CD           |             |               |
| Inspetor Faustão E O Mallando               | - Lançamento: 1991 - Gravadora: Som Livre - Formato: LP, cassete e CD           |             |               |
| Gaúcho Negro                                | - Lançamento: 1991 - Gravadora: Som Livre - Formato: LP, cassete e CD           |             |               |
| Xuxa Requebra                               | - Lançamento: 1999 - Gravadora: Som Livre - Formato: CD                         |             |               |
| Xuxa e os Duendes                           | - Lançamento: 2001 - Gravadora: Som Livre - Formato: CD                         |             |               |
| Xuxa e os Duendes 2: No Caminho das Fadas   | - Lançamento: 2003 - Gravadora: Som Livre - Formato: CD                         |             |               |
| Xuxinha e Guto Contra os Monstros do Espaço | - Lançamento: 2005 - Gravadora: Som Livre - Formato: CD                         |             |               |

## Singles

### Singles nacionais
| Single                                 | Ano  | Álbum                                  |
| -------------------------------------- | ---- | -------------------------------------- |
| "Lápis de Cor"                         | 1984 | Clube da Criança                       |
| "O Caderno"                            | 1985 | Xuxa e Seus Amigos                     |
| "O Leãozinho"                          | 1985 | Xuxa e Seus Amigos                     |
| "Sete Quedas"                          | 1985 | Xuxa e Seus Amigos                     |
| "Doce Mel (Bom Estar com Você)"        | 1986 | Xou da Xuxa                            |
| "Amiguinha Xuxa"                       | 1986 | Xou da Xuxa                            |
| "She-Ra"                               | 1986 | Xou da Xuxa                            |
| "Turma da Xuxa"                        | 1986 | Xou da Xuxa                            |
| "Quem Qué Pão?"                        | 1986 | Xou da Xuxa                            |
| "Meu Cãozinho Xuxo"                    | 1986 | Xou da Xuxa                            |
| "Festa do Estica e Puxa"               | 1987 | Xegundo Xou da Xuxa                    |
| "Quem Quiser Que Conte Outra"          | 1987 | Xegundo Xou da Xuxa                    |
| "Beijinho, Beijinho (Tchau, Tchau)"    | 1987 | Karaokê da Xuxa                        |
| "Parabéns da Xuxa"                     | 1987 | Karaokê da Xuxa                        |
| "Estrela-Guia"                         | 1987 | Karaokê da Xuxa                        |
| "Ilariê"                               | 1988 | Xou da Xuxa 3                          |
| "Arco-Íris"                            | 1988 | Xou da Xuxa 3                          |
| "Brincar de Índio"                     | 1988 | Xou da Xuxa 3                          |
| "Dança da Xuxa"                        | 1988 | Xou da Xuxa 3                          |
| "Abecedário da Xuxa"                   | 1988 | Xou da Xuxa 3                          |
| "Bombom"                               | 1988 | Xou da Xuxa 3                          |
| "Alto-Astral"                          | 1988 | Super Xuxa Contra Baixo Astral         |
| "Tindolelê"                            | 1989 | 4º Xou da Xuxa                         |
| "Milagre da Vida"                      | 1989 | 4º Xou da Xuxa                         |
| "Remelexuxa"                           | 1989 | 4º Xou da Xuxa                         |
| "Vem Dançar Comigo"                    | 1989 | 4º Xou da Xuxa                         |
| "Bobeou Dançou"                        | 1989 | 4º Xou da Xuxa                         |
| "Pinel Por Você"                       | 1990 | Xuxa 5                                 |
| "Lua de Cristal"                       | 1990 | Xuxa 5                                 |
| "Vem Lambaxuxa"                        | 1990 | Xuxa 5                                 |
| "Tempero da Lambada"                   | 1990 | Xuxa 5                                 |
| "Hoje é Dia de Folia"                  | 1991 | Xou da Xuxa Seis                       |
| "O Xou da Xuxa Começou"                | 1991 | Xou da Xuxa Seis                       |
| "Dança do Coco"                        | 1991 | Xou da Xuxa Seis                       |
| "Novo Planeta"                         | 1991 | Xou da Xuxa Seis                       |
| "Planeta Terra"                        | 1991 | Xou da Xuxa Seis                       |
| "Marquei Um X"                         | 1992 | Xou da Xuxa Sete                       |
| "A Vida É Uma Festa"                   | 1992 | Xou da Xuxa Sete                       |
| "Nosso Canto de Paz"                   | 1992 | Xou da Xuxa Sete                       |
| "Sorriso No Rosto"                     | 1992 | Xou da Xuxa Sete                       |
| "Espelho Meu"                          | 1993 | Xuxa                                   |
| "Corrente de Amor"                     | 1993 | Xuxa                                   |
| "Querer é Poder" (com José Augusto)    | 1993 | Sonho Meu: Nacional                    |
| "Hey DJ"                               | 1994 | Sexto Sentido                          |
| "É de Chocolate"                       | 1994 | Sexto Sentido                          |
| "Jogo da Rima"                         | 1994 | Sexto Sentido                          |
| "Pipoca"                               | 1994 | Sexto Sentido                          |
| "Grito de Guerra"                      | 1994 | Sexto Sentido                          |
| "Brasileira"                           | 1995 | Luz no Meu Caminho                     |
| "Xuxa Hits"                            | 1995 | Luz no Meu Caminho                     |
| "Ritmos"                               | 1995 | Luz no Meu Caminho                     |
| "Salada Mista"                         | 1995 | Luz no Meu Caminho                     |
| "Valeu"                                | 1996 | 10 Anos                                |
| "Tô de Bem Com a Vida"                 | 1996 | Tô de Bem Com a Vida                   |
| "Xuxaxé"                               | 1996 | Tô de Bem Com a Vida                   |
| "Huppa-Hule"                           | 1996 | Tô de Bem Com a Vida                   |
| "Quadrilha Brasileira"                 | 1997 | Arraiá da Xuxa                         |
| "Festa do Interior"                    | 1997 | Arraiá da Xuxa                         |
| "Xuxalelê"                             | 1997 | Boas Notícias                          |
| "Serenata do Grilo"                    | 1997 | Boas Notícias                          |
| "Amarelinha"                           | 1997 | Boas Notícias                          |
| "Libera Geral"                         | 1997 | Boas Notícias                          |
| "Planeta Xuxa"                         | 1997 | Boas Notícias                          |
| "Eu Tô Feliz"                          | 1998 | Só Faltava Você                        |
| "Pelotão da Xuxa"                      | 1998 | Só Faltava Você                        |
| "Profecias"                            | 1999 | Xuxa 2000                              |
| "Só o Nosso Amor"                      | 1999 | Xuxa 2000                              |
| "Pagoxu"                               | 1999 | Xuxa 2000                              |
| "Efeito Dominó"                        | 1999 | Xuxa 2000                              |
| "Giro do Planeta"                      | 1999 | Xuxa 2000                              |
| "Planeta Vira, Vira"                   | 1999 | Xuxa 2000                              |
| "Batatinha Bem Quentinha"              | 2000 | Só Para Baixinhos                      |
| "Cinco Patinhos"                       | 2000 | Só Para Baixinhos                      |
| "Cabeça, Ombro, Joelho e Pé"           | 2000 | Só Para Baixinhos                      |
| "Dançando com o Txutxucão"             | 2001 | Só Para Baixinhos 2                    |
| "O Ônibus"                             | 2001 | Só Para Baixinhos 2                    |
| "Vamos Brincar"                        | 2002 | Só Para Baixinhos 3: Country           |
| "Bumbum, Como É Bom Ser Lelé"          | 2002 | Só Para Baixinhos 3: Country           |
| "Imitando os Animais"                  | 2002 | Só Para Baixinhos 3: Country           |
| "Estátua"                              | 2003 | Só Para Baixinhos 4: Praia             |
| "Hula-Hula da Xuxinha"                 | 2003 | Só Para Baixinhos 4: Praia             |
| "Taba Naba"                            | 2003 | Só Para Baixinhos 4: Praia             |
| "Se..."                                | 2003 | Só Para Baixinhos 4: Praia             |
| "Skinimarinki"                         | 2003 | Só Para Baixinhos 4: Praia             |
| "Nadando Com Teddy"                    | 2003 | Só Para Baixinhos 4: Praia             |
| "Sr. Batedecábatedelá"                 | 2003 | Só Para Baixinhos 4: Praia             |
| "O Circo Já Chegou"                    | 2004 | Circo                                  |
| "Piruetas"                             | 2004 | Circo                                  |
| "Soco, Bate, Vira"                     | 2004 | Circo                                  |
| "Bombando Brinque"                     | 2005 | Festa                                  |
| "Dança da Xuxa" (DJ Marlboro remix)    | 2005 | Festa                                  |
| "Pique Alto"                           | 2007 | Só Para Baixinhos 7: Brincadeiras      |
| "Dança da Cadeira"                     | 2007 | Só Para Baixinhos 7: Brincadeiras      |
| "Bambolê"                              | 2007 | Só Para Baixinhos 7: Brincadeiras      |
| "XSPB No Ar"                           | 2008 | Só Para Baixinhos 8: Escola            |
| "Tumbalacatumba"                       | 2008 | Só Para Baixinhos 8: Escola            |
| "Olha a Música"                        | 2008 | Só Para Baixinhos 8: Escola            |
| "Sono"                                 | 2008 | Veveta e Saulinho: A Casa Amarela      |
| "Você Acredita Em Mágica?"             | 2009 | Natal Mágico                           |
| "Vem Chegando O Natal"                 | 2009 | Natal Mágico                           |
| "Papai Noel Existe"                    | 2009 | Natal Mágico                           |
| "Peito, Estala, Bate"                  | 2010 | Baixinhos, Bichinhos e +               |
| "Choco Chocolate"                      | 2010 | Baixinhos, Bichinhos e +               |
| "A Dança do Pinguim"                   | 2010 | Baixinhos, Bichinhos e +               |
| "Além das Estrelas"                    | 2011 | Só Para Baixinhos 11: Sustentabilidade |
| "Garota de Ipanema" (com Daniel Jobim) | 2012 | Aquele Beijo                           |
| "Mais Amor (canção)"                   | 2013 | Coleção Xou da Xuxa                    |
| "Eu Quero Festa"                       | 2013 | É Pra Dançar                           |
| "Maya"                                 | 2020 | Maya: Bebê Arco-Íris                   |

### Singles internacionais
| Single                                    | Ano  | Posição   | Posição | Álbum                  |
| Single                                    | Ano  | EUA Latin | EU 100  | Álbum                  |
| ----------------------------------------- | ---- | --------- | ------- | ---------------------- |
| "Bombón"                                  | 1990 | —         | —       | Xuxa                   |
| "Danza de Xuxa"                           | 1990 | —         | —       | Xuxa                   |
| "Arco Iris"                               | 1990 | —         | —       | Xuxa                   |
| "Ilarié"                                  | 1990 | 11        | —       | Xuxa                   |
| "Juguemos a los Índios"                   | 1990 | —         | —       | Xuxa                   |
| "Luna de Cristal"                         | 1991 | 35        | —       | Xuxa 2                 |
| "Chindolele"                              | 1991 | 10        | —       | Xuxa 2                 |
| "Nuestro Canto de Paz"                    | 1991 | —         | —       | Xuxa 2                 |
| "Loquita Por Ti"                          | 1992 | 29        | —       | Xuxa 2                 |
| "Que Cosa Buena"                          | 1993 | 30        | —       | Xuxa 3                 |
| "El Show de Xuxa Comenzó"                 | 1993 | —         | —       | Xuxa 3                 |
| "Sensación de Vivir"                      | 1993 | —         | 64      | Xuxa 3                 |
| "Querido Profesor"                        | 1997 | —         | —       | Xuxa Dance             |
| "Los Amigos de Mis Amigas Son Mis Amigos" | 1997 | —         | —       | Xuxa Dance             |
| "Yo Te Doy Mi Corazón"                    | 1997 | —         | —       | Xuxa Dance             |
| "Besame Poquito"                          | 1999 | —         | —       | El Mundo Es De Los Dos |
| "El Mundo Es De Los Dos"                  | 1999 | —         | —       | El Mundo Es De Los Dos |

Outras Aparições
| Canção             | Ano  | Outro(s) artista(s) | Álbum                        |
| ------------------ | ---- | --- | ---------------------------- |
| "Parabéns da Xuxa" | 1989 | | Festinha do Barulho          |
| "Luz do Caminho"   | 1990 | Adriana Calcanhotto, Alceu Valença, Angélica, Aquiles (MPB-4), Arnaldo Antunes, Beth Carvalho, Caetano Veloso, Chico Buarque, Conceição Rios, Djavan, Elba Ramalho, Emilinha Borba, Evandro Mesquita, Fagner, Flavio Pantoja, Gal Costa, Gilberto Gil, Herbert Vianna, Iris Bustamante, Ivan Lins, João Bosco, Joyce, Kledir, Kleiton Ramil, Leila Pinheiro, Leo Jayme, Lobão, Lulu Santos, Magro (MPB-4), Maria Bethânia, Miltinho (MPB-4), Miucha, Ney Matogrosso, Pelé, Renato Russo, Roberto Carlos, Ruy (MPB-4), Sandra de Sá, Simone, Verônica Sabino e Xuxa Meneghel | Se Essa Rua Fosse Minha (EP) |